# 13 септември
13 септември е 256-ият ден в годината според григорианския календар (257-и през високосна година). Остават 109 дни до края на годината.

## Събития
- 335 г. – Император Константин Велики и представители на православното духовенство освещават църквата Възкресение Христово в Йерусалим.
- 533 г. – Византийският пълководец Велизарий разбива армията на вандалите и с това слага край на тяхното кралство.
- 1699 г. – Слънчево затъмнение, за което се съобщава в приписка на монах от Черепишкия манастир.
- 1861 г. – Земетресение в Югозападна България.
- 1872 г. – Иларион Макариополски е посрещнат тържествено в Търново като митрополит на Търновската епархия.
- 1902 г. – Във Великобритания за първи път като доказателство за вина са използвани пръстови отпечатъци, снети от мястото на престъплението.
- 1907 г. – Осъществен е първият свободен контролируем вертикален полет с хеликоптер, без да има връзка със земята от французина Пол Корню.
- 1922 г. – В Ал Азизия, Либия, е измерена най-високата температура на сянка в света – 57,8 °C.
- 1923 г. – В Мъглиж (Казънлъшко) преждевременно избухва Септемврийското въстание, организирано от БКП в съюз с БЗНС.
- 1941 г. – Край Добрич са спуснати с парашути две групи по 5 души българи – инструктори за партизанското движение, начело с Атанас Дамянов и Груди Филипов, изпратени от съветското разузнаване.
- 1943 г. – България във Втората световна война: провеждат се англо-американски бомбардировки над Стара Загора, Горна Оряховица и Казанлък.
- 1953 г. – Никита Хрушчов е избран за Генерален секретар на ЦК на КПСС.
- 1962 г. – Народна република България установява дипломатически отношения с Кралство Лаос.
- 1962 г. – За дванадесети път Елвис Пресли оглавява британския хит парад с песента She is Not You.
- 1965 г. – В САЩ е издадена песента Yesterday на групата Бийтълс.
- 1976 г. – В Улан Батор, Людмила Живкова подписва план за научно и културно сътрудничество с Монголия за 1976 – 1980.
- 1993 г. – Израел и Организацията за освобождение на Палестина подписват Договори от Осло, инициирани от Норвегия, като част от мирния процес в Израелско-палестинския конфликт.
- 1996 г. – Оригинал на История славянобългарска на Паисий Хилендарски е донесен от анонимен дарител в Националния исторически музей. Ръкописът е изнесен тайно от българската обител на полуостров Атон (Света гора), но по-късно е върнат обратно.
- 1999 г. – При взрив в 8-етажен жилищен блок в Москва, Русия, загиват 124 души.
- 2008 г. – В Делхи, Индия, избухват поредица от бомбени експлозии, които убиват 30 души и раняват други 130.
- 2024 г. – При тренировъчен полет със самолет „Аеро L-39ZA Албатрос“ двама български офицери загиват в близост до 3-та авиационна база в Граф Игнатиево, България.

## Родени
- 64 – Юлия Флавия, дъщеря на римския император Тит и Марция Фурнила († 91 г.)
- 1087 г. – Йоан II Комнин, византийски император († 1143 г.)
- 1739 г. – Григорий Потьомкин, руски държавник († 1791 г.)
- 1818 г. – Гюстав Емар, френски писател († 1883 г.)
- 1819 г. – Клара Шуман, германска музикантка и композиторка († 1896 г.)
- 1853 г. – Ханс Кристиан Йоахим Грам, датски микробиолог († 1938 г.)
- 1856 г. – Артур Кьониг, германски физиолог († 1901 г.)
- 1860 г. – Джон Пършинг, американски генерал († 1948 г.)
- 1863 г. – Артър Хендерсън, британски политик, Нобелов лауреат през 1934 († 1935 г.)
- 1866 г. – Адолф Майер, швейцарски психиатър († 1950 г.)
- 1874 г. – Арнолд Шьонберг, австрийски композитор († 1971 г.)
- 1876 г. – Шъруд Андерсън, американски писател († 1941 г.)
- 1888 г. – Иван Антипов-Каратаев, руски почвовед († 1965 г.)
- 1889 г. – Пиер Рьоверди, френски поет († 1960 г.)
- 1891 г. – Атанас Стефанов, български военен деец († 1944 г.)
- 1894 г. – Джон Пристли, английски писател и драматург († 1984 г.)
- 1894 г. – Юлиан Тувим, полски поет († 1953 г.)
- 1903 г. – Клодет Колбер, американска актриса от френски произход († 1996 г.)
- 1914 г. – Аспарух Сариев, български актьор († 1988 г.)
- 1916 г. – Роалд Дал, уелски писател († 1990 г.)
- 1918 г. – Атанас Ставрев, български футболист и съдия († 1990 г.)
- 1923 г. – Атанас Трайков, български актьор († 1994 г.)
- 1924 г. – Морис Жар, френски композитор и диригент († 2009 г.)
- 1927 г. – Дзанис Дзанетакис, министър-председател на Гърция († 2010 г.)
- 1929 г. – Николай Гяуров, български оперен певец († 2004 г.)
- 1940 г. – Оскар Ариас Санчес, президент на Коста Рика, Нобелов лауреат
- 1942 г. – Бела Кароли, румънски треньор по спортна гимнастика († 2024 г.)
- 1944 г. – Жаклин Бисет, английска актриса
- 1953 г. – Мария Статулова, българска актриса
- 1961 г. – Дейв Мъстейн, американски музикант (Megadeth)
- 1967 г. – Майкъл Джонсън, американски спринтьор
- 1968 г. – Антон Кутев, български политик
- 1970 г. – Ким Сун-ил, южнокорейски преводач († 2004 г.)
- 1971 г. – Горан Иванишевич, хърватски тенисист
- 1974 г. – Николай Фенерски, български писател
- 1981 г. – Севим Али, български политик
- 1982 г. – Живко Джуранов, български актьор
- 1982 г. – Сорая Арнелас, испанска певица
- 1987 г. – Цветана Пиронкова, българска тенисистка
- 1993 г. – Найл Хоран, ирландски певец (One Direction)
- 1989 г. – Томас Мюлер, германски футболист

## Починали
- 81 г. – Тит, римски император (* 39 г.)
- 1409 г. – Изабел дьо Валоа, кралица на Англия (* 1389 г.)
- 1438 г. – Дуарте, крал на Португалия (* 1391 г.)
- 1506 г. – Андреа Мантеня, италиански художник (* 1431 г.)
- 1592 г. – Мишел дьо Монтен, френски писател (* 1533 г.)
- 1598 г. – Филип II, крал на Испания и Португалия (* 1527 г.)
- 1847 г. – Никола Удино, френски маршал (* 1767 г.)
- 1848 г. – Мария-Изабела Бурбон-Испанска, кралица на Двете Сицилии (* 1789 г.)
- 1911 г. – Димитър Павлович, български лекар (* 1834 г.)
- 1912 г. – Хусто Сиера Мендес, мексикански писател (* 1848 г.)
- 1924 г. – Димо Хаджидимов, български революционер (* 1875 г.)
- 1975 г. – Тодор Мазаров, български тенор (* 1905 г.)
- 1994 г. – Надя Дункин, българска актриса (* 1917 г.)
- 1996 г. – Тупак Амару Шакур, американски певец (* 1971 г.)
- 2002 г. – Александър Казанцев, руски писател (* 1906 г.)
- 2009 г. – Иван Пунчев, български философ (* 1942 г.)
- 2015 г. – Ибро Лолов, български акордеонист (* 1932 г.)

## Празници
- Ден на програмиста
- Празник на българските инженерни войски – На 13 септември 1878 г. с Приказ № 11 се обявява създаването на първата българска строева сапьорна рота